# Nitroguanidina
Nitroguanidina é o nitroderivado da guanidina, no qual foi-se adicionado o grupo nitro (-NO2) ao nitrogênio, tendo a fórmula (NH2)2CNNO2. É um sólido incolor e cristalino que funde a 232°C e decompõe-se a 250°C. Muito inflamável, é um explosivo de baixa sensibilidade, contudo sua velocidade de detonação é alta. É usado como propelente (em geral em airbags, embora possa ser utilizado como base para certos tipos de propelentes para munição), fertilizante, e para outros fins.

## Produção
A nitroguanidina é produzida comercialmente por um processo de dois passos a partir da reação da cianamida de cálcio com nitrato de amônio. Em seguida, através da intermediação de biguanidas numa reação de amonólise há a formação do sal de nitrato de guanidínio. No segundo passo, o sal de nitrato é tratado com ácido sulfúrico, um processo que desidrata o sal e forma a ligação NN.
[C(NH2)3]NO3   →    (NH2)2CNNO2  +  H2O
A nitroguanidina também pode ser gerada pelo tratamento da ureia com nitrato de amônio. Devido a problemas de fiabilidade e segurança, este processo não foi comercializado apesar das suas atrativas características econômicas.

## Usos

### Propelente
A nitroguanidina é utilizada como um propelentes de armas de fogo, nomeadamente na forma de pólvora sem fumaça de base tripla. A nitroguanidina reduz a temperatura do flash e da chama do propulsor, evitando um estresse por pressão na câmara. Estes são tipicamente usados em armas de grande calibre onde a erosão do barril e flash são intensos e devem ser evitados.
Quando detonada, decompõe-se de acordo com a equação: 
H4N4CO2 (s) → 2 H2O (g) + 2 N2 (g) + C (s)

### Pesticidas
A nitroguanidina pode ser utilizada para a criação de inseticidas, tendo um efeito comparável as neonicotinoides. Dentre seus principais derivados, estão a clotianidina, a imidacloprida, o tiametoxam e o dinotefuran.

## Reatividade
A nitroguanidina existe em duas formas tautoméricas , como uma nitroimina (1-nitroguanidina, esquerda) ou uma nitroamina (2-nitroguanidina, direita), no qual em estado sólido ou em solução, há a predominância da forma nitroimina (estabilizada por ressonância).